# Börzow
Börzow ist ein Ortsteil der Gemeinde Stepenitztal im Landkreis Nordwestmecklenburg in Mecklenburg-Vorpommern (Deutschland).

## Geografie

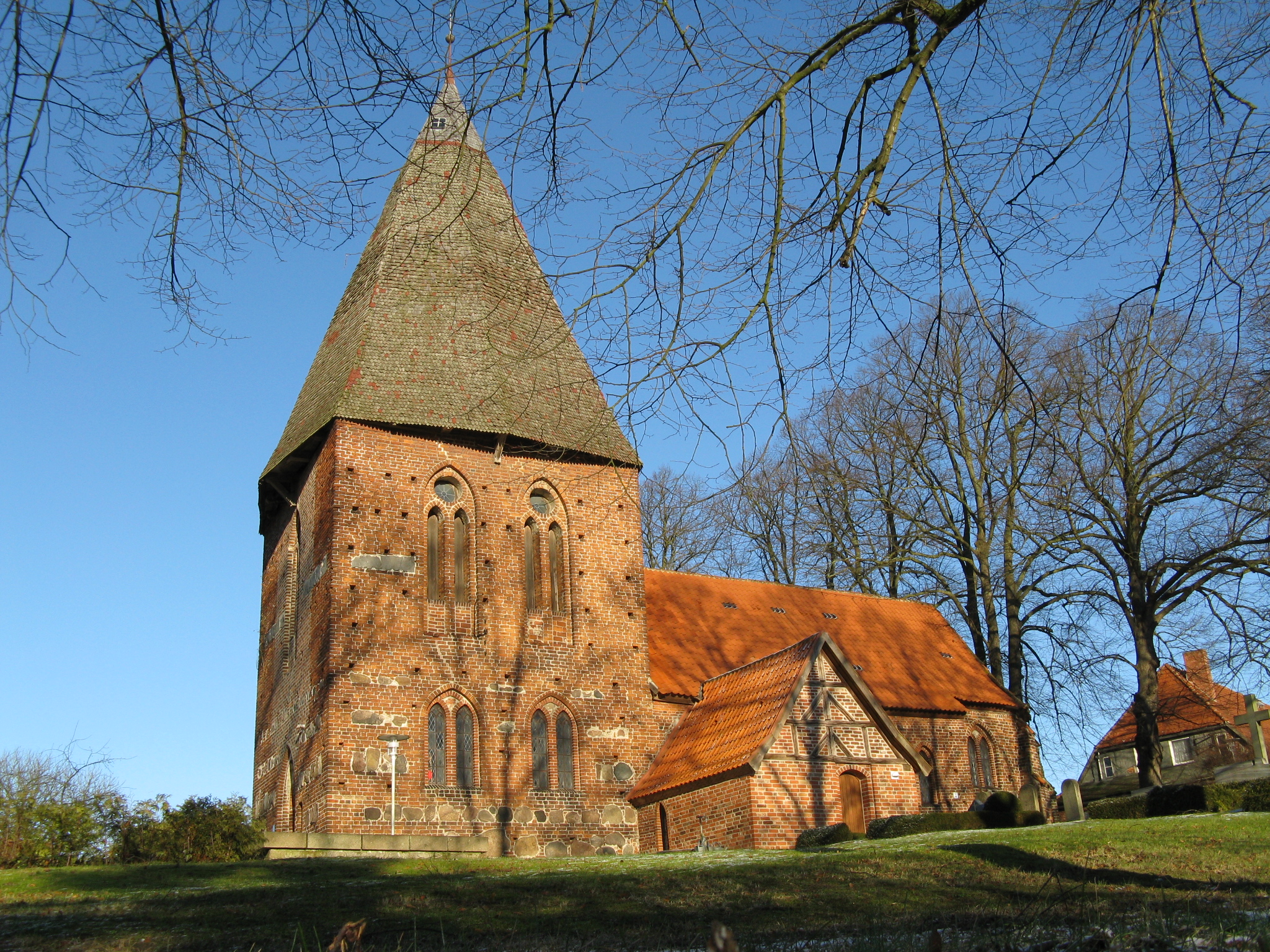
Dorfkirche Börzow

Börzow liegt vier Kilometer westlich von Grevesmühlen und ist etwa 15 Kilometer von der Ostseeküste entfernt. In Börzow mündet die Radegast in die Stepenitz, über die Mündung führt die Bahnlinie Lübeck–Bad Kleinen. Die Umgebung weist nur geringe Höhenunterschiede auf, mit 50 m ü. NN wird bei Gostorf die größte Höhe erreicht.

## Geschichte
Nach den Aufstellungen des Ratzeburger Zehntregisters von 1230 gehörte Börzow zu dieser Zeit wie auch Roggenstorf zu Mummendorf. Erst 1299 erscheint es eigenständig als Kirchdorf, als das Patronat von den mecklenburger Fürsten auf die Kalandbruderschaft beim Kloster Rehna übertragen wird. Ab 1258 kauft sich das holsteinische Kloster Reinfeld in Börzow ein. Es erwirbt mit Zustimmung des Landesherren zunächst die Wassermühle, 1259 dann den Zehnten vom Bistum Ratzeburg und dann von den örtlichen Landadligen sukzessive die landwirtschaftliche Nutzfläche, so dass 1371 Herzog Albrecht dem Kloster das Eigentum am ganzen Dorf bestätigt. Das Kloster Reinfeld bleibt unter Abt Johann Kule noch weit über die Reformation hinaus im Eigentum von Börzow und erst mit Kuhles Abdankung 1582 geht Börzow in das landesherrliche Domanium über. Mitte des 15. Jahrhunderts entstand die kleine Dorfkirche Börzow.
Nach der Reformation steigt in der Gegend der Einfluss der ritterschaftlichen Familie von Bernstorff auf Gut Bernstorf. Für diese Zeit existiert mit der Owstienschen Chronik eine Lokalchronik, die Mitte des 19. Jahrhunderts von dem Pastor Johann Friedrich Owstien niedergelegt wurde.
Am 1. Juli 1950 wurde Bonnhagen Teil der Gemeinde Börzow.
Am 1. Juli 1961 wurde auch Gostorf nach Börzow eingegliedert. Zur Gemeinde Börzow gehörten somit die Ortsteile Bonnhagen, Gostorf, Teschow und Volkenshagen.
Am 25. Mai 2014 kam es zur Fusion der Gemeinden Börzow, Mallentin und Papenhusen zur Gemeinde Stepenitztal.

## Sehenswürdigkeiten
Die kleine Dorfkirche Börzow aus Backsteinen und eingesprengten Feldsteinen, wohl aus der Mitte des 15. Jahrhunderts, besteht aus einem rechteckigen Kirchenschiff mit flacher Balkendecke und einem kreuzrippengewölbten Chor im Osten. Der massige, quadratische Kirchturm in Schiffsbreite trägt einen spitzen, achteckigen, verschindelten Helm. Die Grabkapelle wurde 1738 für die Familie von Bernstorff errichtet. Auch die Ausstattung einschließlich Altar geht auf mannigfaltige Stiftungen dieser Familie zurück, nachdem die Kirche im Dreißigjährigen Krieg durch schwedische Truppen ihrer Schätze beraubt worden war. Reste ornamentaler Wandmalereien aus der zweiten Hälfte des 15. Jahrhunderts sind noch erhalten geblieben. Der Altaraufsatz von 1718, ein zweigeschossiger Aufbau mit reicher Akanthusschnitzerei, wird J. F. Wilde zugeschrieben. Die Ergänzungen des Kirchenschatzes wurden in der Franzosenzeit am 8. und 9. November 1806 erneut entwendet. Die Orgel (I/P/9) wurde 1865 vom Schweriner Orgelbauer Friedrich Friese (III) aufgestellt.

## Wirtschaft und Infrastruktur

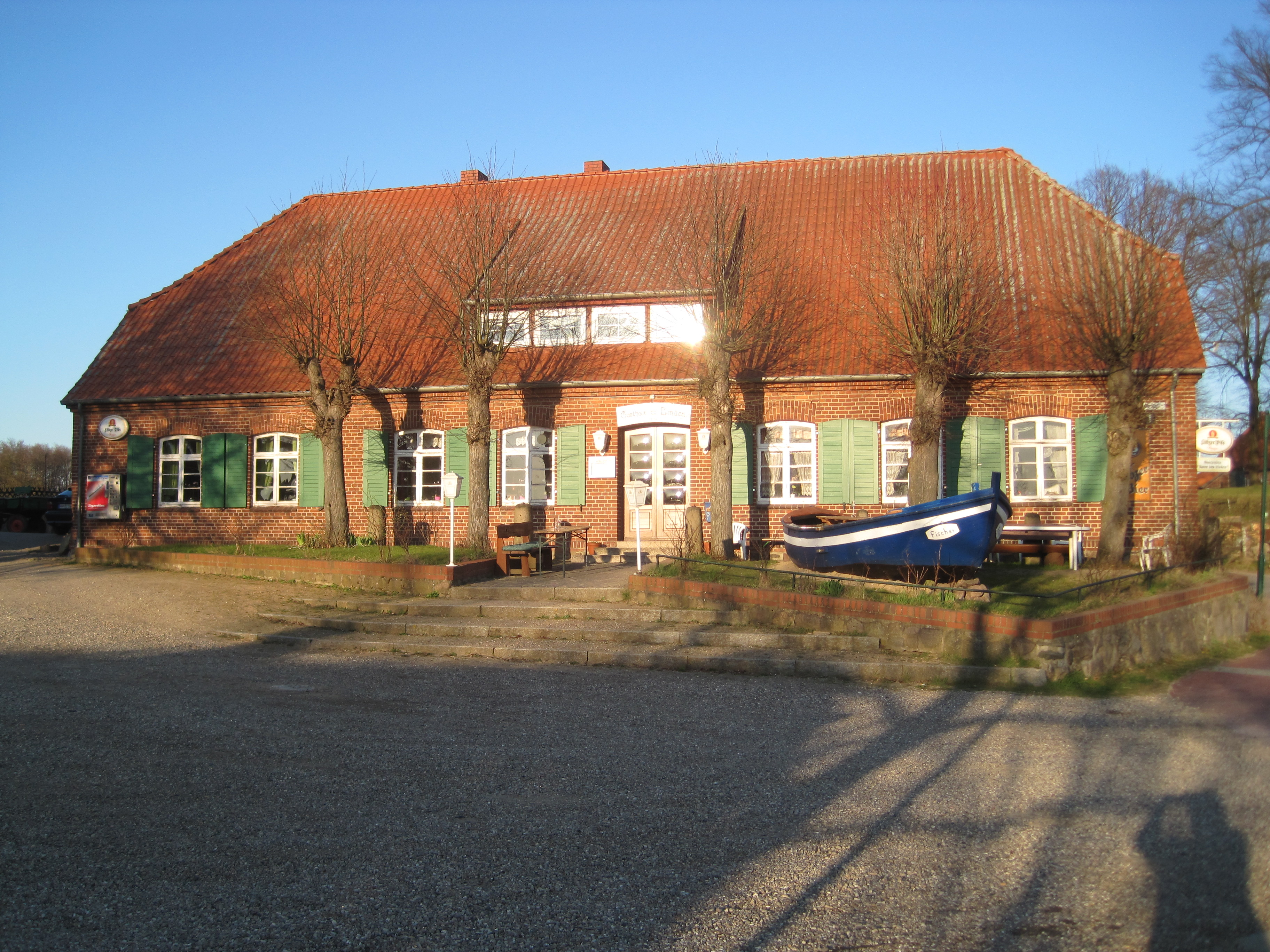
Dorfkrug Börzow

Die Landwirtschaft spielt die Hauptrolle im Gebiet, daneben wurden in den letzten Jahren gute Voraussetzungen für die Anlage neuer Wohngebiete geschaffen.
Zwischen Börzow und Gostorf, an der Bundesstraße 105 (Lübeck – Wismar), ist eine Bundesstraßen-Meisterei ansässig. Börzow erreicht man über den Autobahnanschluss Grevesmühlen (A 20).

## Persönlichkeiten
- Willy Kolz (1887–1942), Pädagoge